# NGC 7074
NGC 7074 (другие обозначения — PGC 66850, ZWG 401.27, 2ZW 133, PGC 66854, IRAS21271+0627) — галактика в созвездии Пегас.
Этот объект входит в число перечисленных в оригинальной редакции «Нового общего каталога».